# Resolución 1718 del Consejo de Seguridad de las Naciones Unidas
La Resolución 1718 del Consejo de Seguridad de las Naciones Unidas fue aprobada por unanimidad por el Consejo de Seguridad de las Naciones Unidas el 14 de octubre de 2006. La resolución, aprobada en virtud del Capítulo VII, artículo 41, de la Carta de las Naciones Unidas, impone una serie de sanciones económicas y comerciales a la República Popular Democrática de Corea (RPDC o Corea del Norte) a raíz del ensayo nuclear realizado por esa nación, el 9 de octubre de 2006.

## Provisiones
Las disposiciones de resolución incluyeron:
- Obligar a Corea del Norte a «no realizar ningún ensayo nuclear o lanzamiento de un misil balístico», «suspender todas las actividades relacionadas con su programa de misiles balísticos» y «abandonar todas las armas nucleares y los programas nucleares existentes de manera completa, verificable e irreversible».
- La RPDC también debe «regresar inmediatamente a las conversaciones a seis bandas sin condiciones previas».
- Los envíos de carga que van desde y hacia Corea del Norte pueden ser detenidos e inspeccionados en busca de armas de destrucción masiva o elementos asociados (sin embargo, no existe una obligación de los Estados miembros para llevar a cabo dichas inspecciones).
- La prohibición se coloca sobre las importaciones y exportaciones de «carros de combate, vehículos blindados de combate, sistemas de artillería de gran calibre, aviones de combate, helicópteros de ataque, buques de guerra, misiles o sistemas de misiles», «material conexo incluidas piezas de repuesto» y cualquier otro artículo identificado por la comité de sanciones.
- Los Estados miembros de la ONU deben congelar los activos en el extranjero de personas y empresas que participan en los programas de armas de la RPDC. Una prohibición de viajes internacionales también debe colocarse en los empleados del programa y sus familias.
- Los miembros de la ONU tienen prohibido la exportación de artículos de lujo a Corea del Norte

## Ejecución
Si bien la resolución invoca el Capítulo VII de la Carta de las Naciones Unidas, que permite el uso de la fuerza, no se previó ningún uso de la fuerza militar para hacer cumplir y garantizar las demandas. El Consejo de Seguridad de la ONU había determinado formar un frente unido antes de presentar la resolución, a fin de dejar claro a Pionyang su condena de las aspiraciones nucleares de la nación y dejándolo solitario. De igual forma, tanto China como Rusia manifestaron preocupaciones por la forma de las inspecciones de carga, que podrían provocar enfrentamientos entre Corea del Norte y China. Ambos países declararon después de la aprobación de la resolución que no iban a realizar dichas inspecciones. Los Estados Unidos, por su parte, se comprometieron con su deseo inicial de bloquear todas las importaciones de equipos militares. La votación final sobre la sanción se retrasó por los intentos de cambiar el texto.
El 16 de noviembre de 2006, el Gobierno de Francia aprobó la disposición que permite a los buques de la RPDC ser buscados en aguas internacionales.

## Reacción de Corea del Norte
El enviado de Corea del Norte ante la ONU Pak Gil-yon salió del recinto del Consejo después de haber dicho que Pionyang «rechaza totalmente» la resolución «injustificable». También dijo que si Estados Unidos «aumenta la presión sobre la República Popular Democrática de Corea, la RPDC continuará tomando contramedidas físicas considerándolo como una declaración de guerra».
El embajador de Estados Unidos ante la ONU, John Bolton, dijo que era la segunda vez en tres meses que el representante de Corea del Norte había rechazado una resolución unánime del Consejo de Seguridad y se retiró del recinto. La vez anterior fue después de la votación de la Resolución 1695 del Consejo de Seguridad de las Naciones Unidas. Él continuó diciendo: «es el equivalente contemporáneo de Nikita Jruschov golpeando su zapato en la Asamblea General».
El 17 de octubre de 2006, Corea del Norte dijo que la ONU había declarado efectivamente la guerra a Estados Unidos cuando impuso sanciones por la prueba nuclear del país. El Ministerio de Relaciones Exteriores de la RPDC dijo que Corea del Norte quería la paz, pero no tenía miedo de la guerra. En un comunicado difundido por la Agencia Central de Noticias de Corea, un funcionario dijo que Corea del Norte actuaría «sin piedad» si su soberanía era violada.